# Dic-dic de Salt
El dic-dic de Salt (Madoqua saltiana) és un petit antílop del gènere Madoqua (dic-dics). Viu a l'est d'Àfrica, a regions semiàrides o àrides amb arbustos. L'espècie se subdivideix en com a mínim cinc subespècies diferents, que són M. s. saltiana, M. s. hararensis, M. s. lawrancei, M. s. phillipsi i M. s. swaynei. Aquestes dues últimes són considerades espècies a part per alguns zoòlegs.